# Liste des ordres, décorations et médailles de la Belgique
Les ordres, décorations et médailles de la Belgique comprend les ordres honorifiques et les décorations militaires et civiles remises pour reconnaître des actions spécifiques à des individus ou à une unité armée.

## Ordres honorifiques
Par ordre de préséance.
| Ruban | Ordre                       |
| ----- | --------------------------- |
|       | Ordre de Léopold            |
|       | Ordre de l'Étoile africaine |
|       | Ordre royal du Lion         |
|       | Ordre de la Couronne        |
|       | Ordre de Léopold II         |

## Décorations militaires
| Ruban | Décoration                                               |
| ----- | -------------------------------------------------------- |
|       | Décoration militaire                                     |
|       | Croix militaire                                          |
|       | Croix de fer                                             |
|       | Croix de guerre belge 1914-1918                          |
|       | Croix de guerre belge 1940-1945                          |
|       | Croix de guerre belge 1954                               |
|       | Croix commémorative des volontaires de 1830              |
|       | Médaille commémorative du règne de Léopold II            |
|       | Médaille de la résistance armée 1940-1945                |
|       | Médaille commémorative 1870-1871                         |
|       | Médaille de l'Yser                                       |
|       | Croix de l'Yser                                          |
|       | Croix du feu                                             |
|       | Médaille du combattant volontaire 1914-1918              |
|       | Médaille commémorative des campagnes d'Afrique 1914–1917 |
|       | Médaille du roi Albert                                   |
|       | Médaille de la reine Elisabeth                           |
|       | Médaille de Liège                                        |
|       | Décoration maritime 1914-1918                            |
|       | Médaille du prisonnier politique 1914-1918               |
|       | Médaille belge commémorative de la guerre 1914-1918      |
|       | Médaille belge de la Victoire                            |
|       | Médaille des centres de recrutement de l'Armée belge     |
|       | Étoile de Service                                        |
|       | Médaille du volontaire de guerre combattant 1940-1945    |
|       | Médaille commémorative du Congo                          |
|       | Médaille de la campagne arabe                            |

## Décorations civiles
- Décoration civique
- Médaille du Déporté pour le travail obligatoire de la guerre 1940-1945
- Médaille du Mérite Sportif
- Décoration commémorative du 50e anniversaire de la création des chemins de fer